# 푸소박테리움
푸소박테리움(Fusobacterium)은 그람 음성, 혐기성이며 아포를 형성하지 않는 세균의 한 속이다. 세포는 가느다랗고 긴 간균의 형태를 하고 있으며 끝이 뾰족하다. 치주농양, 르미에르 증후군, 국소 피부 궤양과 같은 몇몇 질환에서 푸소박테리움 균주가 발견된다.
오래된 문헌에서는 푸소박테리움을 사람 입인두의 정상세균총이라고 기술하고 있지만, 현대의 합의에서는 푸소박테리움을 항상 병원체로 보고 치료해야 한다고 보고 있다. 건강한 사람의 장에서 편리공생하는 세균인 F. prausnitzii는 2002년에 페칼리박테리움(Faecalibacterium)으로 완전히 재분류되었다.

## 임상적 관련성
2011년, 연구자들은 푸소박테리움 세균이 대장암 세포에서 증식하며 종종 궤양성 대장염과도 관련되어 있다는 사실을 알아냈다. 그러나 푸소박테리움이 질환의 원인인 것인지, 또는 단순히 질환으로 인한 환경에서 푸소박테리움이 잘 자라는 것인지는 밝혀지지 않았다. 세균은 생물막이 형성되기 위한 고정대 역할을 한다. 대부분 클린다마이신에 감수성을 보이며, 20% 정도의 균주는 페니실린에 내성을 가지고 있다. 박테로이데스(Bacteroides)에 속하는 종들과는 달리 푸소박테리움은 강한 지질다당류(LPS)를 가지고 있다.